# Haiku International Association
Pour les articles homonymes, voir HIA.
Haiku International Association (国際俳句交流協会, Kokusai haiku kōryūkyōkai, Association internationale du haïku), en abrégé HIA, est une association japonaise consacrée au haïku et ouverte vers l'étranger.

## Historique
Fondée en décembre 1989, elle a pour but de tisser des liens entre amateurs de haïkus japonais et étrangers, et comportait en 2009 environ 500 membres, dont 120 à l'étranger. Elle publie la revue mensuelle Haiku International (HI : le numéro 100 est paru en mai 2012) et organise des concours et des conférences. Elle possède des « branches » dans 16 pays étrangers, ainsi que des liens avec plusieurs associations japonaises apparentées : Association of Haiku Poets, Modern Haiku Association, Association of Japanese Classical Haiku.
L'association est parrainée par de grandes compagnies japonaises telles que Canon, Dentsu, Japan Airlines, etc. Son président actuel est Mukai Ootaka.
La revue est au format 15 × 21 cm et comporte une quarantaine de pages. Chaque abonné peut proposer, sur un formulaire joint à chaque exemplaire de la revue, deux haïkus inédits dans sa propre langue ; la publication se fait dans cette langue, accompagnée d'une traduction en japonais. Dans chaque numéro, trois pages environ sont consacrées aux auteurs étrangers. Elle publie aussi des articles sur le haïku (en japonais, généralement traduits en anglais) ; elle s'est ainsi par exemple déjà intéressée au poète français Paul-Louis Couchoud.
L'association a publié des anthologies en 1992, 1995 et 2000.